# Gemeiner Feuerbichl
De Gemeiner Feuerbichl is een berg in het Berchtesgadener Land in de deelstaat Beieren, Duitsland. De berg heeft een hoogte van 1562 meter. 
De Gemeiner Feuerbichl is onderdeel van het Untersbergmassief, dat weer deel uitmaakt van de Berchtesgadener Alpen.